# 瀨戶川站
瀨戶川站（日语：／ Setogawa eki */?）是位於静岡縣志太郡西益津村（現時：藤枝市），靜岡鐵道駿遠線的鐵路車站（廢站）。
此站位於瀨戶川橋樑靠近大手一方。在橋樑的兩邊設有上斜路段和路堤以登上瀨戶川橋樑。在1957年（昭和32年）受到國道1號的工程影響，此站至新藤枝站之間的走線有所改動。

## 歷史
- 1913年（大正2年）11月16日：大手站至藤枝新站（後來名為新藤枝站）之間開通，此站啟用[2]。
- 1964年（昭和39年）9月27日：大手站至新藤枝站之間被廢除，此站也被廢除[2]。

## 相鄰車站
靜岡鐵道
駿遠線
藤枝本町－瀨戶川－新藤枝
在此站與新藤枝站之間曾經設有志太站（1957年廢除）和青木站（1919年廢除）。

## 注腳
1. ↑  鉄道停車場一覧. 昭和12年10月1日現在 國立國會圖書館數碼化收藏 2019年2月8日參閱
2. 1 2  今尾惠介監修《日本鐵道旅行地圖帳 7號 東海》新潮社 31頁

## 相關項目
- 日本鐵路車站列表 Se